# 한국저작권보호원
한국저작권보호원(韓國著作權保護院, Korea Copyright Protection Agency)은 저작권 보호에 관한 전반을 수행하기 위해 설립된 문화체육관광부 산하의 공공기관이다. 시책 수립지원 및 집행, 저작권 보호와 관련한 사항 심의, 저작권 보호에 필요한 사업 수행하여 문화 및 관련 사업의 발전에 이바지함을 목표로 하고있다. 한국저작권단체연합회의 저작권보호센터와 한국저작권위원회 공정이용진흥국의 저작권 보호 기능을 통합해 2016년 9월 30일 새로운 공공기관으로 설립되었으며 서울특별시 마포구 월드컵북로 400(상암동)에 위치한다.

## 연혁
- 2016년 9월 30일: 한국저작권보호원 설립
- 2020년 4월 30일: ANAB 국제공인시험기관 ISO/IEC 17025:2017 인증 취득(디지털포렌식)

## 조직

### 한국저작권보호원장
- 이사회
- 감사
- 저작권보호심의위원회

#### 경영기획실
- 경영관리부
- 기획조정부

#### 침해대응본부
- 온라인보호부
- 해외사업부
- 과학수사지원부

#### 보호지원본부
- 홍보협력부
- 법제지원부
- 정보기술부
- 보호심의부